# Municipi Liuying
El Municipi Liuying és una divisió administrativa a nivell de municipi del Districte Qiaoxi, Shijiazhuang, Hebei, Xina.